# Списак руских владара
Овде се налази списак свих владара Руске државе, ма како се у том историјском раздобљу називала. Титуле владара су се такође кроз историју мењале од кнежева преко царева па до императора Русије. С обзиром да се име императора ретко помиње у другим државама, најчешће су се и тада владари називали царевима.

## Руски цареви
| Портрет | Цар                       | Царствовање | Живот      | Напомене                    |
| ------- | ------------------------- | ----------- | ---------- | --------------------------- |
|         | Иван IV Грозни            | 1533—1584.  | 1530—1584. | Право име је Иван Васиљевич |
|         | Симеон Бекбулатович       | ?—1616.     | 1575—1576. |                             |
|         | Фјодор I Звонар           | 1584—1598.  | 1557—1598. |                             |
|         | Ирина Фјодоровна Годунова | 1598—1598.  | 1557—1603. |                             |
|         | Фјодор II од Русије       | 1605—1605.  | 1589—1605. |                             |
|         | Лажни Димитрије           | 1605—1606.  | 15??—1606. |                             |
|         | Василиј IV                | 1605—1610.  | 1552—1612. |                             |
|         | Владислав IV Васа         | 1610—1613.  | 1595—1648. |                             |
|         | Михаил I Фјодорович       | 1613—1645.  | 1596—1645. |                             |
|         | Алексеј I Михајлович      | 1645—1676.  | 1629—1676. |                             |
|         | Фјодор III Алексејевич    | 1676—1682.  | 1661—1682. |                             |
|         | Софија Алексејевна        | 1682—1689.  | 1657—1704. | регент                      |
|         | Иван V Алексејевич        | 1682—1696.  | 1666—1696. |                             |

## Руски императори
| Портрет | Император                    | Царствовање | Живот      | Напомене                       |
| ------- | ---------------------------- | ----------- | ---------- | ------------------------------ |
|         | Петар Велики                 | 1689—1725.  | 1672—1725. |                                |
|         | Катарина I Алексејевна       | 1725—1727.  | 1684—1727. |                                |
|         | Петар II Алексејевич         | 1727—1730.  | 1715—1730. |                                |
|         | Ана I Ивановна               | 1730—1740.  | 1693—1740. |                                |
|         | Иван VI Антонович            | 1740—1741.  | 1740—1764. |                                |
|         | Јелисавета I Петровна        | 1741—1761.  | 1709—1762. |                                |
|         | Петар III Фјодорович         | 1761—1762.  | 1728—1762. |                                |
|         | Катарина Велика              | 1762—1796.  | 1729—1796. |                                |
|         | Павле I Петрович             | 1796—1801.  | 1754—1801. |                                |
|         | Александар I Павлович        | 1801—1825.  | 1777—1825. |                                |
|         | Николај I Павлович           | 1825—1855.  | 1796—1855. |                                |
|         | Александар II Николајевич    | 1855—1881.  | 1818—1881. |                                |
|         | Александар III Александрович | 1881—1894.  | 1845—1894. |                                |
|         | Николај II Александрович     | 1894—1917.  | 1868—1918. | Последњи цар Русије(император) |